# Sing: Chapter 1
Sing: Chapter 1 è il settimo album in studio della cantante statunitense Wynonna Judd, pubblicato nel 2009.

## Tracce
1. That's How Rhythm Was Born (George Whiting, J. C. Johnson, Nat Burton) - 3:05
2. I'm So Lonesome I Could Cry (Hank Williams) - 4:05
3. Woman Be Wise (Sippy Wallace) - 4:39
4. I Hear You Knocking (Dave Bartholomew, Pearl King) - 2:55
5. Till I Get It Right (Larry Henley, Red Lane) - 3:23
6. Are the Good Times Really Over (Merle Haggard) - 4:49
7. The House Is Rockin' (Doyle Bramhall, Stevie Ray Vaughan) - 2:33
8. Ain't No Sunshine (Bill Withers) - 3:19
9. I'm a Woman (Jerry Leiber, Mike Stoller) - 4:04
10. Anyone Who Had a Heart (Burt Bacharach, Hal David) - 4:01
11. When I Fall in Love (Victor Young, Edward Heyman) - 4:17
12. Sing (Rodney Crowell) - 4:59